# Rendőrcsajok
A Rendőrcsajok, eredeti címe Kol khapszu (hangul: 걸캅스, RR: Geol kapsu), angol címe Miss & Mrs. Cops, 2019-ben bemutatott dél-koreai bűnügyi filmvígjáték, a főszerepben Ra Miran és I Szonggjong (Lee Seong-gyeong). A film koreai címe, mely az angol Girl Cops, azaz „Rendőrlányok” szavak fonetikus átírása, az 1993-as Two Cops című koreai televíziós sorozat előtt tiszteleg.
Magyarországon a Koreai Filmfesztivál vetítette 2019-ben.

## Cselekmény
Mijong (Miyeong) volt Dél-Korea egyik első különleges női rendőrtisztje, aki a női különalakulatban szolgált és számos bűnözőt csukatott le. Sok évvel később, miután férjhez ment és gyereke született, lefokozták az ügyfélszolgálatra. Sógornője, a fiatal és heves Dzsihje (Jihye) nyomozóként szolgál ugyanazon a rendőrkapitányságon, ám neki sincs sokkal jobb sora: mivel ő az egyetlen nő az osztályon, pitiáner feladatokat osztanak rá. Miután egy nyomozás során agyba-főbe ver egy gyanúsítottat, lezavarják az ügyfélszolgálatra büntetésből, és nem kedvelt sógornője mellett kap asztalt. Mikor mindketten szemtanúi lesznek egy fiatal lány öngyilkossági kísérletének, a lány telefonján talált üzenet alapján saját szakállukra nyomozni kezdenek, hogy felderítsék azt a hálózatot, amelynek tagjai fiatal nőket kábítanak el, erőszakolnak meg, majd a róluk készült videót feltöltik az internetre. Mivel a férfi nyomozók nem akarnak „egyszerű szexvideókkal” foglalkozni, a két nő nekilát, hogy felgöngyölítse az ügyet és kézre kerítse az erőszaktevőket.

## Szereplők
- Ra Miran mint Pak Mijong (Park Mi-yeong)
- I Szonggjong (Lee Seong-gyeong) mint Cso Dzsihje (Jo Ji-hye)
- Jun Szanghjon (Yun Sang-hyeon) mint Cso Dzsicshol (Jo Ji-cheol)
- Cshö Szujong (Choi Su-yeong) mint Csangmi (Jang-mi)
- Jom Hjeran (Yeom Hye-ran) mint ügyfélszolgálat vezetője
- Ü Hadzsun (Wi Ha-jun) mint Csong Udzsun (Jeong Woo-jun)
- Csu Udzse (주우재 , Ju Woo-jae) mint I Phillip[7]
- Han Szuhjon (한수현, Han Su-hyeon) mint Kvak (Kwak) nyomozó
- Cson Szokho (Jeon Seok-ho) mint O nyomozó
- Cso Bjonggju (Jo Byeong-gyu) mint újonc nyomozó
- An Cshanghvan (안창환, An Chang-hwan) mint Kang Szangdu (Kang Sang-du)

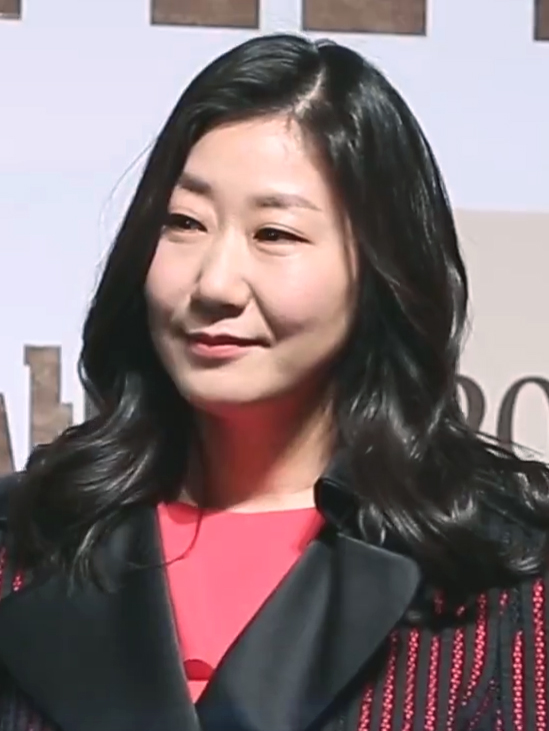
Ra Miran
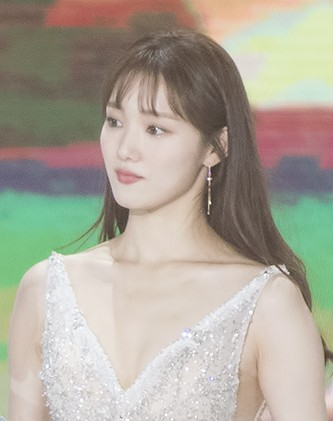
I Szonggjong (Lee Seong-gyeong)
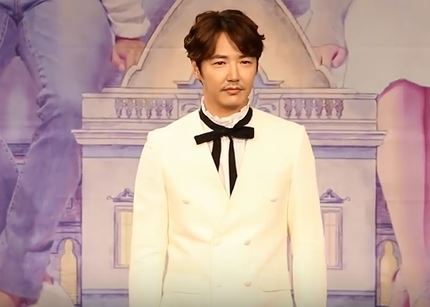
Jun Szanghjon (Yun Sang-hyeon)

## Gyártás és fogadtatás
A filmet 2018. július 5-én kezdték forgatni és szeptember 27-én fejezték be.
2019. augusztus 26-i adatok szerint a filmet összesen 1 628 963 néző látta és az alkotás 11,3 millió dolláros bevételt termelt.